# Lepena, Železna Kapla - Bela
Lepena (nemško Leppen) je naselje v Občini Železna Kapla - Bela v Okraju Velikovec na Koroškem v Avstriji.